# Giovanni Giacomo Gastoldi
Giovanni Giacomo Gastoldi, född 1556, död 1622, var en italiensk barocktonsättare. Gastoldi var kyrkokapellmästare i Mantua och efterlämnade en stor mängd kyrkliga och världsliga kompositioner. Hans komposition "Balletti da cantare, sonare e ballare" från 1591 var speciellt omtyckt.